# Saurita concisina
Saurita concisina là một loài bướm đêm thuộc phân họ Arctiinae. Loài này được Felix Bryk mô tả năm 1953. Loài này có trong rừng mưa Amazon.